# Studzieniec (powiat chodzieski)
Studzieniec – wieś w Polsce położona w województwie wielkopolskim, w powiecie chodzieskim, w gminie Chodzież.
W latach 1975–1998 miejscowość należała administracyjnie do województwa pilskiego.
Wieś w sołectwie Milcz – zobacz jednostki pomocnicze gminy Chodzież w BIP